# Кристидис, Лесли
Лесли Кристидис — австралийский орнитолог, специалист по систематике и эволюции птиц.

## Биография
В 1980 году окончил Университет Мельбурна со степенью бакалавра. В 1985 году получил степень доктора философии в Австралийском национальном университете. Проходил постдокторантуру в CSIRO. В 1987—1996 годах работал старшим куратором отделения орнитологии в Музее Виктории (Мельбурн). С 2004 по 2009 годы — помощник директора Австралийского музея в Сиднее. С 2009 года занимает должность директора Национального морского научно-исследовательского центра университета Южного Креста.
Лесли Кристидис доказал, что певчие птицы происходят из Австралии. Является автором или соавтором более 100 научных трудов и книг о систематике и эволюционной генетике птиц, летучих мышей, сумчатых, мохообразных. В 1994 году вместе с Уолтер Болзом издал книгу «Таксономия и виды птиц Австралии и её территорий» (The Taxonomy and Species of Birds of Australia and its Territories), которая стала хрестоматией по систематике австралийской авифауны. В 2014 году вместе с Эдвардом Дикинсоном опубликовал второй том энциклопедии «Полный перечень птиц мира Говарда и Мура» (The Howard and Moore Complete Checklist of the Birds of the World). Вместе с Ричардом Шодди является соавтором описания новых семейств австралийских птиц Eulacestomatidae, Ifritidae, Melampittidae, Oreoicidae и Rhagologidae.
В 2005 году стал одним из 10 австралийских орнитологов, которого наградили медалью имени Роя Уилера.